# بانل و آداما
بانل و آداما (به فرانسوی: Banel et Adama‎) یک فیلم درام عاشقانه فرانسوی-مالیایی-سنگالی محصول ۲۰۲۳ است که توسط فیلمنامه‌نویس سنگالی راماتا-تولایه سی در نخستین فیلم بلندش کارگردانی شده‌است. این فیلم برای نخستین بار در هفتاد و ششمین جشنواره فیلم کن در ماه می ۲۰۲۳ نمایش داده شد.

## طرح داستان
«بانل» و «آداما» جوانانی هستند که در اواخر نوجوانی خود در روستایی دورافتاده در شمال سنگال زندگی می‌کنند. آداما ساکت و درونگرا است، در حالی که بانل پرشور و سرکش است. این دو عاشق یکدیگر می‌شوند و تصمیم می‌گیرند جدا از خانواده خود، با هم زندگی کنند. وقتی آداما از انجام حق مادری خود برای خدمت به عنوان رهبر آینده دهکده امتناع می‌ورزد، هرج و مرجی در جامعه آنها ایجاد می‌شود.

## بازیگران
- مامادو دیالو در نقش آداما
- خدی مانه در نقش بانل

## تولید
بانل و آداما اولین فیلم بلند راماتا-تولایه سی است. بازیگران فیلم متشکل از بازیگران غیرحرفه‌ای است، که به گونه‌ای از زبان فولانی صحبت می‌کنند. این فیلم در مکان‌هایی در شمال سنگال بین ماه مه و ژوئن ۲۰۲۲ فیلمبرداری شد.
بانل و آداما توسط اریک نیو و مود لکلر و همچنین مارگو جوونال از تیک شلتر تهیه شده‌است.

## انتشار
بانل و آداما در جشنواره فیلم کن در مه ۲۰۲۳ نمایش داده شد، که در آنجا برای نخل طلا رقابت کرد.
این فیلم توسط تاندم در فرانسه توزیع شد.